# Willy Schreier
Willy Schreier (* 13. Januar 1907 in Marienau, gehört heute zu Mülsen; † 3. April 1988 in Idstein) war ein deutscher Politiker. Er amtierte von 1931 bis 1945 als Bürgermeister von Neuhaus am Rennweg und von 1948 bis 1973 als Bürgermeister von Idstein.

## Leben
Schreier absolvierte eine Ausbildung in der Verwaltung verschiedener Gemeinden und trat anschließend eine Stelle bei der Gemeinde Neuhaus am Rennweg an. Im Alter von 24 Jahren wurde er im Juli 1931 zum Bürgermeister der Gemeinde gewählt und blieb dies, unterbrochen durch Kriegsdienst, bis zum Ende des Zweiten Weltkriegs. 1946 flüchtete er aus der sowjetischen in die amerikanische Besatzungszone.
Am 26. Oktober 1948 wurde Schreier als Nachfolger Wilhelm Dahlhoffs zum Bürgermeister der Stadt Idstein gewählt und am 6. Dezember des Jahres in sein Amt eingeführt.
Die Bevölkerung Idsteins war seit 1939 stark angestiegen, ohne dass die Infrastruktur mit dieser Entwicklung hätte Schritt halten können. Schreier sah es daher als sein vorrangiges Ziel an, Wohnraum und Arbeitsplätze für die Heimatvertriebenen zu schaffen.
Die Stadt wies in der Folge nicht nur neues Bauland im Gebiet um die heutige Friedrich-Ebert-Straße aus, sondern betätigte sich selbst als Bauherr. Daneben betätigten sich auf diesem Sektor gemeinnützige Unternehmen, wie die Idsteiner Wohnungsbaugenossenschaft und die Gemeinnützige Wohnungsbau-GmbH Untertaunus, deren langjähriger Aufsichtsratsvorsitzender Schreier wurde.
Daneben wies die Stadt im Distrikt Frauwald ein neues Industriegelände aus. Es gelang Schreier, der gute Beziehungen zur Industrie- und Handelskammer unterhielt, diverse Industrieunternehmen von der optimalen Verkehrsverbindung zu überzeugen und zur Ansiedlung zu bewegen.
Auch im Zuge der Gebietsreform zeigte Schreier seinen Weitblick. Als die Bürgermeister der umliegenden Gemeinden im Jahr 1969 kleine und kleinste Zusammenschlüsse planten, wies Schreier darauf hin, dass auch diese nicht leistungsfähig genug sein würden. Es gelang ihm in den Folgejahren, zehn der umliegenden Gemeinden auf einvernehmlicher Basis in die Stadt Idstein einzugliedern. Schreier wurde damit zum Begründer des modernen Idstein. Lediglich die Gemeinde Oberauroff wurde erst nach dem Ende von Schreiers Amtszeit Stadtteil von Idstein.
Am 6. Dezember 1973 trat Schreier in den Ruhestand. Als sein Nachfolger wurde Hans-Peter Röther gewählt.

## Ehrungen
- Ehrenbürgerschaft der Stadt Idstein
- Straßenbenennung „Willy-Schreier-Straße“ in Idstein[3]
- Bundesverdienstkreuz 1. Klasse 1973